# Parafia św. Wojciecha w Dobroniu
Parafia pw. Świętego Wojciecha w Dobroniu – parafia rzymskokatolicka znajdująca się w archidiecezji łódzkiej w dekanacie łaskim, między Pabianicami a Łaskiem. Parafię erygował arcybiskup gnieźnieński, Antoni Ostrowski, w 1780 roku. Parafię prowadzą księża archidiecezjalni. Od lipca 2018 roku proboszczem parafii jest ks. Krzysztof Gliniany. 

## Tradycje
Od 1909 roku od Wielkiego Piątku do Niedzieli Zmartwychwstania Pańskiego Rzymianie, nazywani Turkami, czuwają, pełniąc straż przy Najświętszym Sakramencie, który adorowany jest przy symbolicznym Grobie Pańskim. Mężczyźni (jest ich 24), ubrani w specjalne uniformy nawiązujące do stroju rzymskich legionistów (hełm z pióropuszem, włócznia, tunika, puklerz i tarcza), uświetniają również procesje i uroczystości Wielkanocy, Bożego Ciała, procesje odpustowe, nabożeństwa Dróg Krzyżowych. Formacja Turków miała powstać podczas zaboru rosyjskiego, kiedy mieszkańcy Dobronia, nie zgadzając się na represje najeźdźców, pragnąć wyrazić uczucia patriotyczne, planowali ufundować sztandar kościelny z wizerunkiem Matki Boskiej Częstochowskiej z jednej strony i z Orłem na drugiej stronie. Po sprzeciwie władz carskich Dobronianie przekazali pieniądze utworzonemu stowarzyszeniu przy kolegiacie łaskiej - stowarzyszenie miało wzór straży działającej przy kolegiacie.  W późniejszym czasie stowarzyszenie przekształciło się właśnie w formacje Turków. Strażnicy od 2009 roku posiadają sztandar. 
W regionie znany jest Zespół Pieśni i Tańca "Dobroń", który pielęgnuje lokalne tradycje, takie jak "kogucik" - obchodzenie z drewnianą figurą koguta gospodarstw - ten zwyczaj jest połączony z śmigusem-dyngusem. W parafii funkcjonują wspólnoty: ministranci, lektorzy, Koła Żywego Różańca (11), Bractwo św. Józefa, Margaretki, a także chór Towarzystwa Śpiewaczego "Lutnia" (działa od 17 lat - dane na 2023 rok. Obecnie chórem opiekuje się Piotr Cynarski, organista).  

## Odpusty
W parafii celebruje się cztery odpusty: główny, św. Wojciecha, odpust w święto Przemienienia Pańskiego, Józefa Robotnika i na Matki Boskiej Siewnej (8 września).. 

## Kościoły
W 1535 roku Kapituła Krakowska postarała się o wybudowanie pierwszego kościoła w Dobroniu - był drewnianym kościołem filialnym parafii w Łasku. W latach 1776–1979 budowano kościół, który obecnie mieści się przy ulicy Sienkiewicza. Na terenie parafii znajduje się kaplica św. Józefa Robotnika w Chechle i kaplica Matki Bożej Siewnej w Kolonii Ldzań. 